# 오시모조촌
오시모조촌(大下条村)은 나가노현 시모이나군에 있던 촌이다. 현재의 아난정 남동부에 해당한다.

## 역사
- 1873년 10월 9일 - 이나군 오시모조촌이 성립하였다.
- 1876년 8월 21일 - 나가노현에 소속되었다.
- 1879년 1월 4일 - 군구정촌 편제법 시행에 의해 시모이나군에 소속되었다.
- 1889년 4월 1일 - 정촌제 시행에 의해 4촌의 구역을 확장해 시모이나군 오시모조촌이 성립하였다.
- 1957년 7월 1일 - 와고촌, 아사게촌과 합병해, 아난정이 성립하여, 동일 오시모조촌은 폐지되었다.

## 교통

### 철도
- 일본국유철도
  - 이다선

### 도로
- 국도 제151호선

## 참고문헌
- 角川日本地名大辞典 20 長野県